# Verwehte Spuren
Verwehte Spuren ist ein deutscher Kriminalfilm von Veit Harlan aus dem Jahr 1938.

## Handlung
Paris zur Weltausstellung 1867: Die 18-jährige Seraphine Lawrence kommt mit ihrer Mutter Madeleine in die Stadt. Madeleine wurde in Paris geboren, heiratete hier ihren Mann und ging nach Kanada, wo Seraphine geboren wurde. Sie sieht die Stadt nun nach 20 Jahren wieder. Die Straßen sind überfüllt, rund zwei Millionen Menschen sind anlässlich der Weltausstellung in Paris zu Besuch. Madeleine fühlt sich unwohl und der Arzt Dr. Morot hilft den beiden Frauen, in ihr Hotel zu kommen. Hier stellt sich heraus, dass die Zimmerbestellung Madeleines nie ankam. Das Hotel ist überfüllt, doch kann Madeleine ein Einzelzimmer unter dem Dach beziehen. Seraphine wird von Dr. Morot in ein kleineres Hotel gebracht. Beide ziehen nachts durch die Stadt und gehen tanzen. Am nächsten Morgen wird Morot vom Polizeipräfekten von Paris sowie dem Grafen Duval, Präsident des Weltausstellungskomitees, zur Unterredung gebeten. Madeleine ist tot, die Umstände des Todes jedoch sollen verschwiegen werden, um eine Massenpanik unter den Gästen zu vermeiden, die weit mehr Tote fordern könnte. Alle Anwesenden werden zur Verschwiegenheit verpflichtet.
Seraphine kehrt am nächsten Morgen in das Hotel zurück, in dem ihre Mutter untergebracht worden war. Dort scheint sich niemand an sie oder ihre Mutter zu erinnern, das Zimmer der Mutter wird augenscheinlich schon seit längerer Zeit renoviert und sämtliche Koffer Madeleines sind verschwunden. Nur Hotelbesitzer Dompierre macht einen kleinen Fehler, als er den Namen von Seraphines Hotel zu kennen scheint, obwohl sie ihn nicht genannt hat. Seraphine wendet sich an Dr. Morot, aber auch der gibt vor, ihre Mutter nie gesehen zu haben. Obwohl sich Seraphine an verschiedene öffentliche Stellen, darunter die Polizeipräfektur und das Konsulat, wendet, kann ihr niemand helfen. Auch die Passagierliste des Dampfers, auf dem Seraphine mit Madeleine von Kanada nach Frankreich gekommen ist, führt Madeleines Namen nicht. Seraphine ist verzweifelt und glaubt, wahnsinnig zu werden. Weil auch Dr. Morot, den sie als Freund wahrgenommen hatte, ihr jegliche Unterstützung verweigert, will sie ihn loswerden und spricht einen fremden Mann an, der sie vor Dr. Morot in Schutz nimmt und mit ihr fortfährt. Es handelt sich um Sensationsreporter Henri Poquet, der an Seraphines Geschichte interessiert ist. Er will einen Artikel über das Verschwinden Madeleines drucken, doch haben die großen Zeitungen bereits ein Verbot zum Abdruck der Geschichte erhalten. Die kleinere Zeitschrift Brandfackel gibt den Artikel in den Druck, wird jedoch von der Polizei kurz darauf verboten. Kein Artikel erscheint.
Seraphine gibt fast auf, als sie im Hotel Bekanntschaft mit dem klavierspielenden Musikstudenten Gustave macht. Der kannte Madeleine nie, zweifelt jedoch nicht an Seraphines Aussage, die Mutter sei mit nach Paris gekommen. Tatsächlich fällt Seraphine ein, dass ihre Mutter die Adresse einer Madame Printemps notiert hat, die sie auf dem Dampfer bedient hatte. Seraphine und Gustave reisen zu Madame Printemps, die bestätigt, Mutter und Tochter bedient zu haben. Sie besitzt sogar noch ihre Schiffsliste, in der Madeleines Name verzeichnet ist und Gustave nimmt die Liste an sich, um damit zur Polizei zu gehen. Auf der Rückfahrt werden Seraphine und Gustave im Zug überfallen, wobei die Diebe nur die Liste an sich nehmen. Der Polizeipräfekt, an den sich Seraphine wegen des Diebstahls wenden will, weilt wiederum gerade auf einem Ball. Mit Dr. Morot besucht Seraphine den Ball, um den Polizeipräfekten zur Rede zu stellen, als sie in der Menge eine Frau sieht, die den Schmuck ihrer Mutter trägt. Halb wahnsinnig zerrt Seraphine die Frau an ihren Haaren durch die Menge zum Polizeipräfekten. Die Frau ist die Freundin von Maurice, der im Hotel der Mutter als Hausdiener arbeitet. Hoteldirektor Dompierre hatte die Kleider Madeleines nach ihrem Tod in Panik verbrennen lassen, wobei Maurice den Schmuck für sich behielt und seiner Freundin schenkte. Maurice wird vorgeladen und von Seraphine als Mörder bezeichnet, entgegnet jedoch im Affekt, dass Madeleine schon längst tot gewesen sei. Seraphine bricht zusammen. Sie will wissen, wo die Mutter jetzt ist, doch der Polizeipräfekt sagt nur, dass sie verbrannt wurde. Warum, darf keiner sagen. Als Seraphine halb wahnsinnig das Ballhaus verlässt, wird sie von einer Kutsche angefahren und in ein Krankenhaus gebracht.
Gustave hat unterdessen in Poquets Druckerei 5000 Flugblätter herstellen lassen, die über Nacht in Paris verteilt werden. Sie fragen, wie in einer Stadt, von der Polizei und der Obrigkeit gedeckt, eine Frau verschwinden kann. Der Polizeipräfekt weiß nun, dass nur Seraphine eine Katastrophe verhindern kann. Er offenbart ihr, dass Madeleine an der Pest gestorben sei. Sollte dies öffentlich werden, wäre eine Massenpanik unausweichlich. Er bittet sie, eine Erklärung zu unterschreiben, nach der sie allein nach Paris gekommen ist. Sie tue damit dem Vaterland ihrer Mutter einen unschätzbaren Dienst. Seraphine erinnert sich, wie sehr ihre Mutter Paris geliebt hat und unterzeichnet das Papier.

## Produktion
Verwehte Spuren beruht auf dem gleichnamigen Hörspiel von Hans Rothe. Der Film wurde von März bis Mai 1938 in Berlin, München und Paris gedreht. Die Zensur belegte den Film am 25. Juli 1938 mit einem Jugendverbot. Am 21. September 1938 erlebte Verwehte Spuren im Berliner Gloria-Palast seine Premiere.
Film und Buch basieren auf einem Vorfall bei der Pariser Weltausstellung von 1889. 
Mit Alfred Hitchcocks Eine Dame verschwindet erschien im August 1938 ein thematisch ähnlicher Film nach einer Buchvorlage. Eine Verwehte Spuren wesentlich ähnlichere Version erschien 1955 als Episode Into Thin Air der Fernsehserie Alfred Hitchcock Presents
Eine weitere Version ist der britische Film Paris um Mitternacht (1950) mit Jean Simmons und Dirk Bogarde (Regie: Terence Fisher und Anthony Darnborough). Dessen Literaturvorlage war So Long at the Fair von Anthony Thorne.
Bereits 1919 wurde das Thema in einer der Episoden des Films Unheimliche Geschichten behandelt. Literaturvorlage war diesmal Die Erscheinung von Anselma Heine.
In X-Factor: Das Unfassbare gibt es in Folge 38, die 6. Folge der 4. Staffel, die Episode 5, Zimmer 245, in der eine ähnliche Geschichte erzählt wird.

## Kritik
Für den film-dienst war Verwehte Spuren ein „konventionell gestalteter, aber recht spannender Unterhaltungsfilm mit dramatischen Akzenten, etwas wortlastig nach einem Hörspiel gestaltet.“